# Adlullia protea
Adlullia protea är en fjärilsart som beskrevs av Collenette 1932. Adlullia protea ingår i släktet Adlullia och familjen tofsspinnare. Inga underarter finns listade i Catalogue of Life.